# Conan el Destructor
Conan el Destructor (títol original: Conan the Destroyer) és una pel·lícula estatunidenca dirigida per Richard Fleischer, estrenada l'any 1984. És la continuació de Conan el Bàrbar dirigida per John Milius el 1982. Ha estat doblada al català.

## Argument
La malèfica reina Taramis encarrega el poderós guerrer Conan d'escortar la princesa Jehnna en territori enemic, amb l'objectiu de robar la banya del déu Dagoth, contra la promesa del retorn a la vida de la dona que estimava i que la mort li ha pres. Però Conan es deixa enganyar per Taramis els motius reals de la qual amaguen els més negres propòsits.

## Repartiment
- Arnold Schwarzenegger: Conan
- Grace Jones: Zula
- Wilt Chamberlain: Bombaata
- Mako: el encantador Akiro / el narrador
- Tracey Walter: Malak
- Sarah Douglas: la reina Taramis
- Olivia de Abo: la princesa Jehnna
- Pat Roach: l'home-mico, monstre del mirall / Toth-Amon
- Bruce Fleischer: L'orador del poble
- Jeff Corey: el gran Vizir
- Sven-Ole Thorsen: Togra
- Ferdy Mayne: el cap dels adoradors de Dagoth
- André The Giant: Dagoth
- Sandahl Bergman: Valéria (cameo)

## Rebuda
La pel·lícula va tenir un cert èxit comercial, informant aproximadament 31.042.000 $ al box-office a Amèrica del Nord per un pressupost de 18 milions.
Ha rebut una rebuda de la crítica desfavorable, recollint un 29% de crítiques positives, amb una nota mitjana de 4,4/10 i sobre la base de 21 crítics en el lloc Rotten Tomatoes.

## Premis
- Nominació al premi al millor segon paper femení (Grace Jones), per l'Acadèmia de cinema de ciència-ficció, fantàstic i de terror 1985.
- Premi a la més dolenta nova star (Olivia de Abo) i nominació al premi al més dolent segon paper femení (Olivia de Abo), en els Razzie Awards 1985.

## En altres mitjans

### Còmic
Marvel Comics va publicar una adaptació de còmic de la pel·lícula de l'escriptor Michael Fleisher i l'artista John Buscema a Marvel Super Special nº 35 publicat el 14 d'agost de 1984 (amb data de portada desembre de 1984). L'adaptació també estava disponible com sèrie limitada de dos número.
Roy Thomas i Gerry Conway van escriure el tractament original de la història, però va ser substituits pel guió final per Stanley Mann abans d'acabar la pel·lícula. Van convertir la seva història en la novel·la gràfica Conan the Barbarian: The Horn of Azoth, publicada el 1990, amb art de Mike Docherty. Els noms dels personatges es van canviar per diferenciar la novel·la gràfica de la pel·lícula: Dagoth es va convertir en Azoth, Jehnna es va convertir en Natari, Zula es va convertir en Shumballa, Bombaata es va convertir en Strabo, Thoth-Amon es va convertir en Rammon i els personatges de la reina Taramis i El líder es van combinar en bruixot Karanthes, pare de Natari.

### Novelization
Robert Jordan va escriure una novel·lització de la pel·lícula el 1984 per Tor Books.